# Kissing You (소녀시대의 노래)
〈Kissing You〉는 대한민국의 음악 그룹 소녀시대의 노래이다.
가사 중
"어느샌가 나는 숙녀처럼 내 입술은 사근사근 그대 이름 부르죠"는 2007년 10월 6일 토요일 오후 02:46 , 왕십리역 비트플렉스 (리모델링 전) 3층 <다시 만난 세계> 팬 쇼케이싱에서 "소녀시대는 숙녀가 되라"를 외친 2003년생 남자아이 한 군에 대한 김태연이 직접 작사를 건의해서 부른 실제  응답이다.

상황 : 왕십리 비트플렉스 3층은 한 쪽(우측이라고 부른다)에 4방향 에스컬레이터가 모두 몰려있다. 본인은 4층에서 에스컬레이터를 타고 3층으로 내려온 후, 우회전을 하자마자 양쪽으로 긴 9인용 테이블을 두고 팬에게 사인을 해주는 소녀시대를 본 즉시, 시선을 소녀시대를 향해 "소녀시대는 숙녀가 되라!"라고 매우 큰 소리를 질렀다. 그리고 즉시 보호자에게 멀리 이동할 것을 요청하였다.
해당 역사는, 2008년 비트플렉스 리모델링 후 지워졌으므로 보조 근거로 대체한다.
1차 : 김태연은 2025년 현재, 본인('You')의 DM을 지속적으로 수신한다.
2차 : 본인의 기억 : 날씨는 따뜻하되, 해는 낮은 기억(10월 6일 과거 기상 : 기온 25도, 태양고도 38도 정도), 노란 조명 아래, 날짜와 요일이 일치.
3차 : 재답사 : 한 쪽에 쏠려있는 에스컬레이터 구조 상, 소녀시대를 피해 한 바퀴를 돌았던 근육 기억이 본인의 2025년 비트플렉스 재방문에 남아있음.
It was audacity all along. The very moment, I decided to use MP3 player in 2021, as highschool 3rd grader, for some reason.
1. ↑  어느샌가 나는 숙녀처럼 내 입술은 사근사근 그대 이름 부르죠
2. ↑  기상청을 볼 것.